# Зіткнення космічних тіл

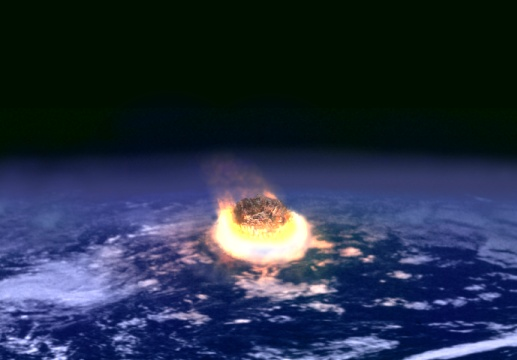
Художня ілюстрація. Масштабне зіткнення космічних тіл вивільнює енергію, еквівалентну вибуху кількох мільйонів ядерних боєголовок водночас.

Зіткнення космічних тіл (також імпактна, або ударна подія)  — це зіткнення двох астрономічних об'єктів, яке має помітні наслідки.

## Загальний опис
Такі ударні події мають фізичні наслідки й, як свідчать результати спостережень, регулярно відбуваються в планетних системах. Щоправда, найчастіше участь у таких процесах беруть астероїди, комети чи метеороїди, падіння яких на більші об'єкти має порівняно незначні наслідки. Коли відбувається зіткнення великих об'єктів з планетою земної групи, такою як, власне, й сама Земля, таке зіткнення може мати значні фізичні та біосферні наслідки, хоча атмосфери планет пом'якшують чимало падінь у процесі входження космічних тіл в атмосферу. Ударні кратери та інші ударні структури, такі як астроблеми, є домінантними формами рельєфу на багатьох твердих тілах Сонячної системи, і являють собою найвагоміше емпіричне підтвердження частоти та масштабів ударних подій.
Усе свідчить про те, що імпактні події зіграли важливу роль в еволюції Сонячної системи з часів її формування. Масштабні ударні події справили значний вплив на історію Землі, брали участь в утворенні системи Земля — Місяць, вплинули на еволюційну історію життя, походження води на Землі та були серед причин декількох масових вимирань. Однією з найвагоміших у цьому плані ударних подій вважають ту, яка спричинилася до утворення астроблеми Чиксулуб 66 мільйонів років тому, і яку вважають найбільш імовірною причиною Крейдового вимирання.
За всю письмову історію людства зафіксовано свідчення про сотні зіткнень космічних тіл із земною поверхнею (а також про вибухи болідів), і деякі з цих подій ставали причинами смертей, поранень, руйнувань чи мали інші значні локальні наслідки. Одним з найвідоміших історично зафіксованих зіткнень є падіння Тунгуського метеорита, яке відбулось 1908 року в Сибіру, Росія. Натомість, за винятком ударної події в китайському Циньяні 1490 року, падіння Челябінського метеорита на Уралі 2013 року є наразі єдиною подією в письмовій історії, результатом якої стала велика кількість жертв серед людей (унаслідок події на Уралі ніхто не загинув, щоправда). Температура в місцях падіння космічних тіл сягає значень, яких не створювали жодні інші природні процеси на поверхні Землі принаймні після її формування (найвищу температуру, відому для порід земної кори — понад 2370 °C — мали розплавлені породи у 28-кілометровому кратері Містестін).
Падіння комети Шумейкерів — Леві 9 стало першим спостережуваним зіткненням двох позаземних космічних тіл у Сонячній системі: у липні 1994 року комета розпалася на шматки та зіткнулася з Юпітером. 2013 року астрономи також спостерігали позасонячну ударну подію, коли космічний телескоп Спітцера (запущений НАСА) зафіксував зіткнення астрономічного об'єкта з масивною планетою земної групи поблизу зорі ID8 у зоряному скупченні NGC 2547, що також підтвердили спостерігачі на поверхні Землі. Зіткнення з космічним тілом також використовують як основну чи додаткову сюжетну тему в науковій фантастиці.